# Aku Wa Sonzai Shina
Aku Wa Sonzai Shina (em japonês: 悪は存在しない, em inglês: Evil Does Not Exist, em português europeu: O Mal Não Está Aqui) é uma longa-metragem dramático japonês escrito e dirigido por Ryūsuke Hamaguchi que foi lançado em 2024. A narrativa segue Takumi e sua filha Hana, que levam uma vida modesta na Vila de Mizubiki, nas proximidades de Tóquio. O filme estreou e foi um dos concorrentes na competição principal pelo Leão de Ouro na 80º edição do Festival Internacional de Cinema de Veneza, aonde recebeu o Grande Prémio do Júri. Além disso, recebeu também o prémio de Melhor Filme no 67º Festival de Cinema de Londres e também foi selecionado no Festival de Cinema de Nova Iorque.

## Premissa
Takumi e Hana, sua filha, vivem na Vila de Mizubiki, nas proximidades de Tóquio. E, assim como suas gerações anteriores, levam uma vida modesta em estreita relação com a natureza.

## Elenco
- Hitoshi Omika
- Ryo Nishikawa
- Ryuji Kosaka
- Ayaka Shibutani

## Lançamento
Aku Wa Sonzai Shina teve a sua estreia na 80º edição do Festival Internacional de Cinema de Veneza, a longa-metragem foi uma das concorrentes na competição principal pelo Leão de Ouro. O filme teve a sua estreia oficial no Japão no dia 26 de abril de 2024. Em Portugal, o filme chegou aos cinemas portugueses no dia 23 de Março de 2024 com a distribuição a cargo da Leopardo Filmes.